# Vahur Tasane
Vahur Tasane (* 6. Februar 1983 in Tallinn) ist ein ehemaliger estnischer Nordischer Kombinierer, der auch im Skispringen aktiv war.

## Werdegang
Im Sommer 2000 gewann Tasane mit der Mannschaft die Estnischen Meisterschaften im Skispringen in Otepää. Im Februar 2001 startete er bei der Nordischen Skiweltmeisterschaft 2001 in Lahti als Kombinierer zu seinem ersten internationalen Wettbewerb. Mit Rang 54 im Gundersen Einzel und Rang 53 im Sprint blieb er weit hinter den Top-Plätzen zurück. Beim Einzel lag er dabei nach dem Springen auf dem 57. und vorletzten Platz und konnte nur den Ukrainer Serhij Djatschuk hinter sich lassen.
Zur Saison 2001/02 startete Tasane erstmals im B-Weltcup der Nordischen Kombination. Jedoch konnte er sich weder in Vuokatti, Taivalkoski noch in Mobakken durchsetzen und landete nur auf hinteren Rängen, woraufhin er den Kader wieder verließ. Im Januar 2002 startete er bei den Nordischen Junioren-Skiweltmeisterschaften 2002 in Schonach im Schwarzwald. Im Einzelwettbewerb landete er auf Rang 29. Im Januar 2003 kehrte Tasane in Štrbské Pleso wieder zurück in B-Nationalkader. Als 37. verpasste er dabei jedoch erneut die Punkteränge. Noch enger an den Punkterängen vorbei lief er in Zakopane und Harrachov mit den Plätzen 33 und 31.
Im Februar 2003 startete Tasane bei den Nordischen Junioren-Skiweltmeisterschaften 2003 in Sollefteå. Im Einzelwettbewerb erreichte er einen guten 15. Platz, bevor er im Sprint auf Platz 23 ins Ziel kam. Daraufhin erhielt er gut zwei Wochen später einen Startplatz bei der Nordischen Skiweltmeisterschaft 2003 im italienischen Val di Fiemme. Dabei belegte Tasane im Gundersen Einzel von der Normalschanze jedoch nur einen schwachen 42. Platz. Zum Saisonende im März 2003 gewann er in Trondheim seine ersten Punkte im B-Weltcup.
Nachdem er im Sommer mit der Mannschaft seinen zweiten Estnischen Meistertitel im Skispringen gewann, startete er kurz darauf beim Sommer-Grand-Prix der Kombination. Weder in Villach noch in Steinbach-Hallenberg erreichte er die Punkteränge. Zu Beginn der folgenden Saison 2003/04 gab Tasane sein Debüt im Weltcup der Nordischen Kombination. Als 44. verpasste er dabei in Kuusamo die Weltcup-Punkteränge. Zurück im B-Kader gelangen ihm auch im B-Weltcup keine Punkteränge mehr bis zum Ende der Saison. Trotz dieses Misserfolges kam er im Februar in Liberec noch einmal zu einem Weltcup-Einsatz, scheiterte aber als 34 erneut knapp an den Punkterängen. Am 6. März 2004 startete Tasane in Lahti erstmals bei einem Weltcup im Skispringen und in der Kombination. In der Kombination konnte er sich erneut nicht durchsetzen. Mit der Mannschaft erreichte er im Skisprung-Team-Weltcup den neunten Rang.
Bei den Estnischen Sommermeisterschaften 2004 gewann er mit der Mannschaft die Silbermedaille im Teamwettbewerb.
Im Januar 2005 startete Tasane in Pragelato noch einmal zu einem letzten B-Weltcup-Wettbewerb. Nachdem er sich aber erneut nicht in der Spitze des Feldes platzieren konnte, beendete er schlussendlich nach Abschluss der Saison 2004/05 seine aktive Karriere.
Heute arbeitete Tasane beim Skihersteller A&T Sport.

## Erfolge
Die Tabelle zeigt die erreichten Platzierungen im Einzelnen.
- Platz 1.–3.: Anzahl der Podiumsplatzierungen
- Top 10: Anzahl der Platzierungen unter den ersten zehn
- Punkteränge: Anzahl der Platzierungen innerhalb der Punkteränge
- Starts: Anzahl gelaufener Rennen in der jeweiligen Disziplin

| Platzierung         | Einzel a | Sprint | Massenstart | Team   | Team    | Gesamt |
| Platzierung         | Einzel a | Sprint | Massenstart | Sprint | Staffel | Gesamt |
| ------------------- | -------- | ------ | ----------- | ------ | ------- | ------ |
| 1. Platz            |          |        |             |        |         |        |
| 2. Platz            |          |        |             |        |         |        |
| 3. Platz            |          |        |             |        |         |        |
| Top 10              |          |        |             |        |         |        |
| Punkteränge         |          |        |             |        |         |        |
| Starts              | 2        | 1      |             |        |         | 3      |
| Stand: Karriereende |          |        |             |        |         |        |